# Pilea pellis-crocodili
Pilea pellis-crocodili är en nässelväxtart som beskrevs av H. Winkl.. Pilea pellis-crocodili ingår i släktet pileor, och familjen nässelväxter. Inga underarter finns listade i Catalogue of Life.